# Neum
Neum Bosznia-Hercegovina legnagyobb tengerparti települése, egyben az ország egyetlen tengerparti kijárata. A város kb. 70 km-re található északnyugatra Dubrovniktól, és kb. 90 km-re Dubrovnik repülőtérétől. Klímáját hosszú, forró nyár és igen rövid, enyhe tél jellemzi, az országban Neumban van a legtöbb napsütötte nap.
Az Adriai-tenger átlagos hőmérséklete 13 °C körül van januárban, ami júliusban és augusztusban eléri a 32 °C-ot is.

## Lakosság
A település lakossága túlnyomóan horvát. Élnek itt még kisebb számban szerbek és bosnyákok is, ez utóbbiak száma viszont a boszniai háború idején a bosnyák-horvát konfliktusok hatására lecsökkent.
| Neum város lakossága |               |               |               |
| Népszámlálás         | 1991.         | 1981.         | 1971.         |
| Horvátok             | 3792 (87,67%) | 3575 (88,70%) | 4281 (89,54%) |
| Szerbek              | 207 (4,78%)   | 179 (4,44%)   | 224 (4,68%)   |
| Muszlimok            | 190 (4,39%)   | 157 (3,89%)   | 218 (4,55%)   |
| Jugoszlávok          | 90 (2,08%)    | 83 (2,05%)    | 13 (0,27%)    |
| Egyéb                | 46 (1,06%)    | 36 (0,89%)    | 45 (0,94%)    |
| Összesen             | 4325          | 4030          | 4781          |